# پاتریک گراف
پاتریک گراف (انگلیسی: Patricio Graff؛ زادهٔ ۱۸ نوامبر ۱۹۷۵) بازیکن سابق فوتبال اهل آرژانتین است که در پست دفاع چپ بازی می‌کرد و در حال حاضر مدیر باشگاه اسپانیایی الچه سی اف ایلیسیتانو است.